# Širinec
Širinec – wieś w Chorwacji, w żupanii zagrzebskiej, w gminie Križ. W 2011 roku liczyła 256 mieszkańców.